# Червоний Міст – Гюмрі – Армавір
Червоний Міст – Гюмрі – Армавір – газотранспортний коридор у Вірменії, яким блакитне паливо подається до північних та західних районів країни.
На початку 1960-х років до східної Грузії подали додатковий ресурс з Північного Кавказу (газопровід Владикавказ – Тбілісі). Це сприяло газифікації північних та західних районів Вірменії, до яких блакитне паливо подавалось за маршрутом Червоний Міст (на кордоні Грузії з Азербайджаном) – Алаверді – Ванадзор - Гюмрі, створеним у 1963-1964 рр. А у 1969-му завершилось будівництво перемички від Гюмрі через Армавір до Єревану, де вона з’єдналась прокладеною дещо раніше системою Казах – Єреван, якою постачався азербайджанський газ.
При цьому по всій довжині описаного вище маршруту пролягає нитка діаметром 500 мм, тоді як друга діаметром 700 мм тягнеться від Червоного Моста до околиць Армавіру. В середині 1980 років спорудили ще одну перемичку діаметром 500 мм між значно потужнішим коридором Казах – Єреван та західним напівкільцем в районі Ванадзор.  
У 1989 році через Грузію було отримано 0,9 млрд.м3 або 15% спожитого Вірменією газу. А після розпаду СРСР та блокування Азербайджаном інших маршрутів поставок напрямок через грузинський Червоний Міст набув особливого значення. Втім, з 1994-го провідне значення тут вже відігравала система Моздок – Раздан, націлена на споживачів центральної частини країни. 
В 2016 році компанія «Газпром Вірменія» оголосила про наміри реабілітації газопроводу, за якими планується перекласти наново ділянку діаметром 700 мм між Червоним Мостом та Алаверді.